# Бєляєвське сільське поселення (Велізький район)
Бєляєвське сільське́ посе́лення — муніципальне утворення в складі Велізького району Смоленської області, Росія. Адміністративний центр — присілок Бєляєво.
Населення — 321 особа (2007).

## Склад
В склад поселення входять такі населені пункти — 6 присілків:
| Населений пункт        | Населення, осіб (2007) |
| ---------------------- | ---------------------- |
| Бєляєво                | 197                    |
| Верхні Секачі          | 13                     |
| Верхов'є               | 32                     |
| Верховське Лісничество | 1                      |
| Гредяки                | 11                     |
| Дятлово                | 4                      |

Колишні населені пункти — Лученки, Мартишки, Матюхи, Миловиди, Ниви, Нижні Секачі, Пустиньки, Романи, Сеньково.
| Смоленська область | Це незавершена стаття про Смоленську область. Ви можете допомогти проєкту, виправивши або дописавши її. |